# Казоле Бруцио
Ка̀золе Бру̀цио (на италиански: Casole Bruzio) е малко градче в Южна Италия, община Казали дел Манко, провинция Козенца, регион Калабрия. Разположено е на 647 m надморска височина.